# Liste des châteaux de Seine-et-Marne
Cet article recense de manière non exhaustive les châteaux (de défense ou d'agrément), maisons fortes, mottes castrales, situés dans le département français de Seine-et-Marne. Il est fait état des inscriptions et classements au titre des monuments historiques.
| Icône            | Signification    | Abréviations             | Abréviations                  | Abréviations             | Abréviations           |
| ---------------- | ---------------- | ------------------------ | ----------------------------- | ------------------------ | ---------------------- |
| Château fort     | Château fort     | = Bastide                | = Ferme fortifiée             | = Maison forte           | = (Néo-)Palladianisme  |
| Renaissance      | Renaissance      | = Château gascon         | = Folie (montpelliéraine)     | = Manoir, Gentilhommière | = Résidence épiscopale |
| Domaine viticole | Domaine viticole | = Classicisme, classique | = Forteresse, fort(ification) | = Maison (noble)         | = Style Beaux-Arts     |
| Palais           | Palais           | = Commanderie            | = Gothique (flamboyant)       | = Néo-baroque            | = Style Second Empire  |
| Ruine ou disparu | Ruine, disparu   | = Château pinardier      | = Hôtel particulier           | = Néo-classique          | = Style italianisant   |
|                  |                  | = Demeure seigneuriale   | ... = Style Louis XII...XVI   | = Néo-gothique           | = Style troubadour     |
|                  |                  | = Éclectisme             | = Logis (seigneurial)         | = Néo-Renaissance        | = Villa (de Nice)      |
| Baroque, rococo  | Baroque, rococo  | = Édifice religieux      | = Motte castrale/féodale      | = Pavillon de chasse     | = Styles du XXe siècle |

| Type                                                                  | Château                                         | Commune                                 | Protection | Notes                                                                                  | Coordonnées                 | Illustration |
| --------------------------------------------------------------------- | ----------------------------------------------- | --------------------------------------- | --- | -------------------------------------------------------------------------------------- | --------------------------- | ------------ |
| Château fort · Classicisme, classique                                 | Château des Agneaux                             | Ozoir-la-Ferrière                       | | Moyen Âge, XVIIe et XVIIIe siècles, golf club                                          | 48° 45′ 47″ N, 2° 39′ 07″ E |              |
| Néo-gothique                                                          | Château d'Arcy                                  | Chaumes-en-Brie                         | Notice no IA77000191 | XVIIIe et XIXe siècles, centre d'hébergement d'urgence association Aurore              | 48° 39′ 50″ N, 2° 52′ 15″ E |              |
| Néo-classique                                                         | Tour d'Arcy                                     | Chaumes-en-Brie                         | | XIXe siècle                                                                            | 48° 39′ 48″ N, 2° 52′ 09″ E |              |
| Classicisme, classique                                                | Château d'Argeville                             | Vernou-la-Celle-sur-Seine               | Inscrit MH (1986) · Notice no PA00087314 · Notice no IA77000381                                                                             | XVIIe et XIXe siècles, propriété privée                                                | 48° 23′ 23″ N, 2° 51′ 13″ E |              |
| Renaissance · Classicisme, classique · Néo-gothique                   | Château d'Armainvilliers                        | Tournan-en-Brie et Gretz-Armainvilliers | Notice no IA77000367 « Photo », notice no AP77HN0199                                                                                        | XVIe et XVIIe siècles, XVIIIe et XIXe siècles, propriété privée d'Esam Janahi          | 48° 45′ 00″ N, 2° 44′ 47″ E |              |
| Château fort · Classicisme, classique                                 | Château d'Aunoy                                 | Champeaux                               | Inscrit MH (1986) · Notice no PA00086859 | Moyen Âge, XVIIe et XVIIIe siècles, à vendre pour 14 800 000 €                         | 48° 34′ 31″ N, 2° 48′ 04″ E |              |
|                                                                       | Château de Bailly                               | Bailly-Romainvilliers                   | |                                                                                        | 48° 50′ 29″ N, 2° 48′ 49″ E |              |
|                                                                       | Château de Bailly                               | Saint-Pierre-lès-Nemours                | |                                                                                        | 48° 16′ 34″ N, 2° 38′ 40″ E |              |
| Classicisme, classique                                                | Château de la Barre                             | Férolles-Attilly                        | Notice no IA77000261 | XVIIe siècle, propriété privée "domaine Trigano"                                       | 48° 44′ 05″ N, 2° 37′ 41″ E |              |
|                                                                       | Château de la Barre                             | Fontaine-le-Port                        | |                                                                                        | 48° 29′ 18″ N, 2° 45′ 17″ E |              |
| Styles xxe siècle                                                     | Château de la Barrière (Château Berger)         | Lieusaint                               | | XXe siècle                                                                             | 48° 37′ 35″ N, 2° 33′ 26″ E |              |
|                                                                       | Château de Beaulieu                             | Pécy                                    | |                                                                                        | 48° 39′ 08″ N, 3° 04′ 08″ E |              |
| Manoir, gentilhommière                                                | Manoir de Beaumarchais                          | Les Chapelles-Bourbon                   | Inscrit MH (1995) · Notice no PA00135371 | XXe siècle                                                                             | 48° 45′ 13″ N, 2° 50′ 23″ E |              |
| Renaissance                                                           | Château de Beaumont-du-Gâtinais                 | Beaumont-du-Gâtinais                    | Inscrit MH (1984) · Notice no PA00086810 | XVIIe siècle                                                                           | 48° 08′ 11″ N, 2° 28′ 26″ E |              |
|                                                                       | Château de Beaurepaire                          | Vernou-la-Celle-sur-Seine               | |                                                                                        | 48° 25′ 32″ N, 2° 52′ 54″ E |              |
|                                                                       | Château de Beauvoir                             | Beauvoir                                | |                                                                                        | 48° 38′ 47″ N, 2° 51′ 50″ E |              |
| Classicisme, classique                                                | Château de Bellefontaine                        | Samois-sur-Seine                        | Notice no IA77000110 | XVIIe et XIXe siècles                                                                  | 48° 25′ 29″ N, 2° 44′ 16″ E |              |
|                                                                       | Château de Bellevue                             | Tigeaux                                 | | propriété privée                                                                       | 48° 49′ 16″ N, 2° 53′ 42″ E |              |
|                                                                       | Château de Bélou                                | Boutigny                                | |                                                                                        | 48° 54′ 37″ N, 2° 55′ 55″ E |              |
|                                                                       | Château des Bergeries                           | Chartrettes                             | |                                                                                        | 48° 29′ 33″ N, 2° 41′ 46″ E |              |
|                                                                       | Château de Berville                             | La Genevraye                            | |                                                                                        | 48° 19′ 41″ N, 2° 45′ 15″ E |              |
|                                                                       | Château de Bilbartault                          | Jouarre                                 | |                                                                                        | 48° 52′ 29″ N, 3° 04′ 14″ E |              |
|                                                                       | Château de Bisy                                 | Villevaudé                              | |                                                                                        | 48° 55′ 00″ N, 2° 39′ 07″ E |              |
| Château fort                                                          | Château de Blandy-les-Tours                     | Blandy-les-Tours                        | Classé MH (1889) · Notice no PA00086817 | XIIe et XIVe siècles, XVe et XVIe siècles, visitable                                   | 48° 34′ 02″ N, 2° 46′ 54″ E |              |
| Classicisme, classique                                                | Château de Bois-Boudran                         | Fontenailles                            | Notice no IA77000273 | XVIIe et XIXe siècles                                                                  | 48° 33′ 44″ N, 2° 56′ 57″ E |              |
|                                                                       | Château du Bois de Chigny (Chateau Albert Dyer) | Lagny-sur-Marne                         | |                                                                                        | 48° 52′ 21″ N, 2° 43′ 33″ E |              |
|                                                                       | Château du Bois-Garnier                         | Pécy                                    | |                                                                                        | 48° 38′ 37″ N, 3° 03′ 30″ E |              |
|                                                                       | Château du Bois la Croix                        | Pontault-Combault                       | |                                                                                        | 48° 47′ 59″ N, 2° 35′ 39″ E |              |
| Renaissance · Classicisme, classique · Ruine ou disparu               | Château de Bois-le-Vicomte                      | Mitry-Mory                              | | XVIIe siècle, détruit, il appartenu au cardinal de Richelieu.                          | 48° 57′ 54″ N, 2° 35′ 19″ E |              |
|                                                                       | Château du Bois-Louis                           | Le Châtelet-en-Brie                     | |                                                                                        | 48° 30′ 59″ N, 2° 45′ 50″ E |              |
|                                                                       | Château de Bois-Millet                          | Voulx                                   | |                                                                                        | 48° 17′ 02″ N, 2° 57′ 01″ E |              |
|                                                                       | Château de Boissise-le-Roi                      | Boissise-le-Roi                         | |                                                                                        | 48° 31′ 42″ N, 2° 34′ 26″ E |              |
| Château fort · Ruine ou disparu                                       | Château de Boissy                               | Forfry                                  | | XIIIe et XVe siècles                                                                   | 49° 03′ 43″ N, 2° 51′ 06″ E |              |
|                                                                       | Château de Bombon                               | Bombon                                  | |                                                                                        | 48° 33′ 59″ N, 2° 51′ 38″ E |              |
|                                                                       | Château de la Borde                             | Châtillon-la-Borde                      | |                                                                                        | 48° 31′ 52″ N, 2° 50′ 04″ E |              |
|                                                                       | Château des Bordes                              | Villeneuve-les-Bordes                   | |                                                                                        | 48° 29′ 48″ N, 3° 01′ 03″ E |              |
| Néo-classique                                                         | Château des Bouillants                          | Dammarie-les-Lys                        | | XIXe siècle                                                                            | 48° 30′ 41″ N, 2° 37′ 57″ E |              |
|                                                                       | Château de Boulains                             | Échouboulains                           | |                                                                                        | 48° 27′ 18″ N, 2° 56′ 29″ E |              |
| Néo-classique                                                         | Château des Boulayes                            | Châtres                                 | Inscrit MH (1946) · Notice no PA00086883 · Notice no IA77000188                                                                             | XVIIIe et XIXe siècles                                                                 | 48° 43′ 29″ N, 2° 47′ 48″ E |              |
|                                                                       | Château de la Bouleaunière                      | Grez-sur-Loing                          | |                                                                                        | 48° 17′ 45″ N, 2° 40′ 53″ E |              |
| Château fort · Renaissance                                            | Château de Bourron                              | Bourron-Marlotte                        | Inscrit MH (1926) · Classé MH (1971) · Notice no PA00086827 · Notice no IA77000150                                                          | Moyen Âge, XVIe et XVIIe siècles, visitable                                            | 48° 20′ 26″ N, 2° 41′ 46″ E |              |
| Renaissance · Ruine ou disparu                                        | Château de Bréau                                | Bréau                                   | | ruine                                                                                  | 48° 33′ 38″ N, 2° 52′ 37″ E |              |
|                                                                       | Château de Bréau                                | Villiers-en-Bière                       | | ruine                                                                                  | 48° 30′ 17″ N, 2° 35′ 00″ E |              |
|                                                                       | Château du Breuil                               | Rozay-en-Brie                           | |                                                                                        | 48° 40′ 34″ N, 2° 58′ 48″ E |              |
| Château fort · Ruine ou disparu                                       | Château de Brie-Comte-Robert                    | Brie-Comte-Robert                       | Classé MH (1925) · Notice no PA00086835 | Moyen Âge, visitable                                                                   | 48° 41′ 33″ N, 2° 36′ 38″ E |              |
| Classicisme, classique                                                | Château de Brinches                             | Villemareuil                            | Notice no IA77000386 | XVIIe et XIXe siècles                                                                  | 48° 56′ 13″ N, 2° 57′ 50″ E |              |
| Style Second Empire                                                   | Château de Brolles                              | Bois-le-Roi                             | | XIXe siècle                                                                            | 48° 28′ 51″ N, 2° 40′ 48″ E |              |
| Classicisme, classique                                                | Château de Brou                                 | Brou-sur-Chantereine                    | Classé MH (1984) · Notice no PA00086839 | XVIIe et XVIIIe siècles, XIXe siècle, visitable                                        | 48° 53′ 16″ N, 2° 37′ 58″ E |              |
|                                                                       | Château des Brûlis                              | Vulaines-sur-Seine                      | |                                                                                        | 48° 25′ 48″ N, 2° 46′ 01″ E |              |
|                                                                       | Château du Buisson                              | Chartrettes                             | |                                                                                        | 48° 29′ 23″ N, 2° 42′ 48″ E |              |
| Style Second Empire                                                   | Château de By                                   | Thomery                                 | Patrimoine en péril (2019) · Maisons des Illustres (2011) · Notice no MI083 · Notice no IA77000937                                          | XIXe siècle                                                                            | 48° 23′ 46″ N, 2° 47′ 00″ E |              |
|                                                                       | Château Candalle                                | Pontault-Combault                       | |                                                                                        | 48° 47′ 04″ N, 2° 36′ 14″ E |              |
|                                                                       | Château des Cèdres                              | Conches-sur-Gondoire                    | |                                                                                        | 48° 51′ 23″ N, 2° 42′ 45″ E |              |
|                                                                       | Château de Cély                                 | Cély                                    | |                                                                                        | 48° 27′ 55″ N, 2° 31′ 19″ E |              |
|                                                                       | Château de Chaâlis                              | Pomponne                                | |                                                                                        | 48° 53′ 43″ N, 2° 40′ 57″ E |              |
|                                                                       | Fort de Challeau                                | Dormelles                               | |                                                                                        | 48° 19′ 13″ N, 2° 52′ 49″ E |              |
|                                                                       | Château de Chambergeot                          | Noisy-sur-École                         | |                                                                                        | 48° 22′ 38″ N, 2° 29′ 39″ E |              |
| Renaissance                                                           | Château de Champs-Brûlé                         | Fontenailles                            | |                                                                                        | 48° 31′ 47″ N, 2° 57′ 10″ E |              |
| Renaissance                                                           | Château de Champgueffier                        | La Chapelle-Iger                        | | visitable                                                                              | 48° 38′ 40″ N, 3° 00′ 04″ E |              |
| Classicisme, classique                                                | Château de Champivert                           | Crouy-sur-Ourcq                         | | XVIIe siècle                                                                           | 49° 05′ 28″ N, 3° 04′ 10″ E |              |
| Renaissance                                                           | Château de Champs-sur-Marne                     | Champs-sur-Marne                        | | visitable                                                                              | 48° 51′ 13″ N, 2° 36′ 15″ E |              |
|                                                                       | Château de Chancepoix                           | Château-Landon                          | |                                                                                        | 48° 10′ 24″ N, 2° 42′ 14″ E |              |
|                                                                       | Château de Chapuis                              | Pamfou                                  | |                                                                                        | 48° 27′ 26″ N, 2° 51′ 44″ E |              |
|                                                                       | Manoir de Chaubuisson                           | Fontenay-Trésigny                       | |                                                                                        | 48° 42′ 28″ N, 2° 54′ 22″ E |              |
|                                                                       | Château de la Chauvennerie                      | Ozoir-la-Ferrière                       | |                                                                                        | 48° 45′ 03″ N, 2° 40′ 33″ E |              |
|                                                                       | Château du Chemin                               | Neufmoutiers-en-Brie                    | |                                                                                        | 48° 45′ 51″ N, 2° 49′ 26″ E |              |
|                                                                       | Château de Chenoise                             | Chenoise-Cucharmoy                      | |                                                                                        | 48° 36′ 52″ N, 3° 11′ 43″ E |              |
| Renaissance                                                           | Château de Chessy                               | Chessy                                  | |                                                                                        | 48° 52′ 33″ N, 2° 45′ 53″ E |              |
|                                                                       | Château de Chevry-en-Sereine                    | Chevry-en-Sereine                       | |                                                                                        | 48° 15′ 03″ N, 2° 56′ 08″ E |              |
|                                                                       | Château de Citry                                | Citry                                   | |                                                                                        | 48° 58′ 14″ N, 3° 14′ 12″ E |              |
|                                                                       | Château de Combault                             | Pontault-Combault                       | |                                                                                        | 48° 48′ 05″ N, 2° 36′ 28″ E |              |
| Renaissance                                                           | Château de Combreux                             | Tournan-en-Brie                         | |                                                                                        | 48° 43′ 51″ N, 2° 45′ 46″ E |              |
|                                                                       | Château de Compans                              | Compans                                 | |                                                                                        | 48° 59′ 40″ N, 2° 39′ 55″ E |              |
|                                                                       | Château de Condé-Sainte-Libiaire                | Condé-Sainte-Libiaire                   | |                                                                                        | 48° 53′ 54″ N, 2° 49′ 42″ E |              |
|                                                                       | Château de Coubert                              | Coubert                                 | |                                                                                        | 48° 40′ 52″ N, 2° 42′ 16″ E |              |
| Classicisme, classique                                                | Château de Coulommiers                          | Coulommiers                             | | XVIIe siècle, détruit                                                                  | 48° 48′ 40″ N, 3° 05′ 17″ E |              |
|                                                                       | Château de Coupvray                             | Coupvray                                | |                                                                                        | 48° 53′ 20″ N, 2° 47′ 44″ E |              |
|                                                                       | Château de Courquetaine                         | Courquetaine                            | |                                                                                        | 48° 40′ 38″ N, 2° 44′ 41″ E |              |
| Renaissance · Classicisme, classique                                  | Château de Courtry (Château de Sivry)           | Sivry-Courtry                           | Inscrit MH (1946) · Notice no PA00087287 | XVIe et XVIIIe siècles                                                                 | 48° 32′ 34″ N, 2° 46′ 01″ E |              |
|                                                                       | Château de Cramayel                             | Moissy-Cramayel                         | |                                                                                        | 48° 51′ 33″ N, 2° 55′ 33″ E |              |
|                                                                       | Château de Crécy-la-Chapelle                    | Crécy-la-Chapelle                       | |                                                                                        | 48° 37′ 56″ N, 2° 37′ 04″ E |              |
|                                                                       | Château de Crénille                             | Chaumes-en-Brie                         | |                                                                                        | 48° 39′ 35″ N, 2° 51′ 13″ E |              |
|                                                                       | Château de Crèvecœur-en-Brie                    | Crèvecœur-en-Brie                       | |                                                                                        | 48° 45′ 14″ N, 2° 54′ 33″ E |              |
| Ruine ou disparu                                                      | Château de Croissy                              | Croissy-Beaubourg                       | |                                                                                        | 48° 49′ 23″ N, 2° 39′ 36″ E |              |
|                                                                       | Château des Dames                               | Châtelet-en-Brie                        | | médiathèque                                                                            | 48° 30′ 17″ N, 2° 47′ 17″ E |              |
| Château fort · Ruine ou disparu                                       | Château de Dammartin-en-Goële                   | Dammartin-en-Goële                      | |                                                                                        | 49° 03′ 17″ N, 2° 41′ 01″ E |              |
|                                                                       | Château de Dammartin-sur-Tigeaux                | Dammartin-sur-Tigeaux                   | |                                                                                        | 48° 49′ 04″ N, 2° 55′ 22″ E |              |
|                                                                       | Château de Darvault                             | Darvault                                | |                                                                                        | 48° 16′ 19″ N, 2° 44′ 15″ E |              |
|                                                                       | Château de Diant                                | Diant                                   | |                                                                                        | 48° 16′ 45″ N, 2° 59′ 42″ E |              |
|                                                                       | Château de la Dimeresse                         | Messy                                   | |                                                                                        | 48° 57′ 55″ N, 2° 41′ 54″ E |              |
|                                                                       | Château de la Doutre                            | Ozoir-la-Ferrière                       | |                                                                                        | 48° 45′ 52″ N, 2° 40′ 01″ E |              |
| Renaissance                                                           | Château d'Écoublay                              | Fontenay-Trésigny                       | |                                                                                        | 48° 40′ 46″ N, 2° 50′ 27″ E |              |
|                                                                       | Château d'Égligny                               | Égligny                                 | |                                                                                        | 48° 25′ 38″ N, 3° 07′ 21″ E |              |
|                                                                       | Château d'Égreville                             | Égreville                               | |                                                                                        | 48° 10′ 28″ N, 2° 52′ 07″ E |              |
| Renaissance                                                           | Château du duc d'Épernon                        | Fontenay-Trésigny                       | |                                                                                        | 48° 42′ 22″ N, 2° 51′ 43″ E |              |
| Maison forte                                                          | Maison forte des Époisses                       | Bombon                                  | Classé MH (1981) · Notice no PA00086825 | XIIIe et XVIe siècles, XVIIe siècle                                                    | 48° 35′ 18″ N, 2° 52′ 09″ E |              |
|                                                                       | Château d'Esmans                                | Esmans                                  | |                                                                                        |                             |              |
|                                                                       | Château d'Etry                                  | Annet-sur-Marne                         | |                                                                                        | 48° 55′ 46″ N, 2° 43′ 21″ E |              |
| Renaissance                                                           | Château d'Évry                                  | Évry-Grégy-sur-Yerre                    | |                                                                                        | 48° 39′ 07″ N, 2° 38′ 03″ E |              |
|                                                                       | Château de Faÿ-lès-Nemours                      | Faÿ-lès-Nemours                         | |                                                                                        | 48° 13′ 59″ N, 2° 40′ 57″ E |              |
|                                                                       | Château de Ferreux                              | Champcenest                             | |                                                                                        | 48° 40′ 52″ N, 3° 17′ 50″ E |              |
| Renaissance                                                           | Château de Ferrières                            | Ferrières-en-Brie                       | | visitable                                                                              | 48° 49′ 11″ N, 2° 42′ 43″ E |              |
|                                                                       | Château de Flamboin                             | Gouaix                                  | |                                                                                        | 48° 28′ 15″ N, 3° 17′ 15″ E |              |
| Renaissance                                                           | Château de Fleury-en-Bière                      | Fleury-en-Bière                         | |                                                                                        | 48° 26′ 45″ N, 2° 32′ 53″ E |              |
| Château fort · Renaissance · Classicisme, classique · Style Louis XVI | Château de Fontainebleau                        | Fontainebleau                           | Classé MH (1862, 1913, 1930, 2008, 2009) · Notice no PA00086975 · Notice no IA77000271 · Notice no M5013 · Patrimoine mondial (1981) UNESCO | XIIe et XVIe siècles, XVIIIe et XIXe siècles, visitable, résidence royale et impériale | 48° 24′ 08″ N, 2° 41′ 58″ E |              |
|                                                                       | Château de Fontaine-les-Nonnes                  | Douy-la-Ramée                           | |                                                                                        | 49° 03′ 01″ N, 2° 53′ 16″ E |              |
|                                                                       | Château de Fontenelle                           | Chanteloup-en-Brie                      | |                                                                                        | 48° 50′ 55″ N, 2° 44′ 39″ E |              |
|                                                                       | Château de Forcilles                            | Férolles-Attilly                        | |                                                                                        | 48° 43′ 21″ N, 2° 36′ 51″ E |              |
| Classicisme, classique                                                | Château de Forest                               | Chaumes-en-Brie                         | |                                                                                        | 48° 40′ 19″ N, 2° 49′ 03″ E |              |
|                                                                       | Château de Forges                               | Forges                                  | |                                                                                        | 48° 25′ 12″ N, 2° 57′ 47″ E |              |
|                                                                       | Château de Fortoiseau                           | Villiers-en-Bière                       | | détruit par incendie volontaire par l’occupant allemand en 1944                        | 48° 30′ 14″ N, 2° 35′ 21″ E |              |
| Château fort                                                          | Château de Garlande                             | Tournan-en-Brie                         | | Moyen Âge, Mairie                                                                      | 48° 44′ 26″ N, 2° 45′ 52″ E |              |
|                                                                       | Château de Gesvres-le-Duc                       | Crouy-sur-Ourcq                         | |                                                                                        | 49° 04′ 29″ N, 3° 03′ 18″ E |              |
|                                                                       | Château de Grande-Romaine                       | Lésigny                                 | |                                                                                        | 48° 45′ 01″ N, 2° 38′ 13″ E |              |
| Château fort                                                          | Château de Grandpuits                           | Grandpuits-Bailly-Carrois               | |                                                                                        |                             |              |
| Château fort                                                          | Château de Grandvilliers                        | La Chapelle-Gauthier                    | |                                                                                        | 48° 32′ 24″ N, 2° 53′ 16″ E |              |
|                                                                       | Château de la Grange                            | Savigny-le-Temple                       | |                                                                                        | 48° 35′ 59″ N, 2° 33′ 29″ E |              |
| Classicisme, classique                                                | Château de la Grange-au-Bois                    | Lagny-sur-Marne                         | |                                                                                        | 48° 52′ 21″ N, 2° 43′ 33″ E |              |
|                                                                       | Château de La Grange-Bléneau                    | Courpalay                               | |                                                                                        | 48° 39′ 42″ N, 2° 56′ 56″ E |              |
| Renaissance                                                           | Château de la Grange-le-Roy                     | Grisy-Suisnes                           | |                                                                                        | 48° 41′ 18″ N, 2° 41′ 53″ E |              |
|                                                                       | Château de Graville                             | Vernou-la-Celle-sur-Seine               | | salles de réception                                                                    | 48° 24′ 14″ N, 2° 49′ 43″ E |              |
| Renaissance                                                           | Château de Grégy                                | Évry-Grégy-sur-Yerre                    | |                                                                                        | 48° 40′ 01″ N, 2° 37′ 06″ E |              |
| Ruine ou disparu                                                      | Château de Grez-sur-Loing                       | Grez-sur-Loing                          | |                                                                                        | 48° 18′ 59″ N, 2° 41′ 31″ E |              |
|                                                                       | Château du Gué-à-Tresmes                        | Congis-sur-Thérouanne                   | | à hameaux Gué-à-Tresmes                                                                | 49° 01′ 19″ N, 2° 58′ 01″ E |              |
| Renaissance                                                           | Château de Guermantes                           | Guermantes                              | |                                                                                        | 48° 51′ 10″ N, 2° 41′ 52″ E |              |
|                                                                       | Château de la Guette                            | Villeneuve-Saint-Denis                  | |                                                                                        | 48° 49′ 13″ N, 2° 46′ 30″ E |              |
|                                                                       | Château de Gurcy-le-Châtel                      | Gurcy-le-Châtel                         | |                                                                                        | 48° 28′ 17″ N, 3° 05′ 01″ E |              |
|                                                                       | Château de La Houssière                         | Aulnoy                                  | | ou château d'Aulnoy                                                                    | 48° 50′ 32″ N, 3° 05′ 45″ E |              |
|                                                                       | Château de La Houssaye-en-Brie                  | La Houssaye-en-Brie                     | |                                                                                        | 48° 45′ 11″ N, 2° 52′ 18″ E |              |
| Château fort                                                          | Château du Houssoy                              | Crouy-sur-Ourcq                         | |                                                                                        | 49° 05′ 29″ N, 3° 03′ 50″ E |              |
|                                                                       | Château d'Hulay                                 | Grez-sur-Loing                          | |                                                                                        | 48° 18′ 13″ N, 2° 40′ 55″ E |              |
| Renaissance                                                           | Château du Jard                                 | Voisenon                                | |                                                                                        | 48° 34′ 15″ N, 2° 39′ 36″ E |              |
|                                                                       | Château de Jossigny                             | Jossigny                                | |                                                                                        | 48° 50′ 15″ N, 2° 45′ 13″ E |              |
| Château fort · Renaissance                                            | Château de La Chapelle-Gauthier                 | La Chapelle-Gauthier                    | |                                                                                        | 48° 33′ 03″ N, 2° 54′ 05″ E |              |
|                                                                       | Château de Launoy-Renault                       | Verdelot                                | |                                                                                        | 48° 50′ 53″ N, 3° 22′ 45″ E |              |
|                                                                       | Château de Lesches                              | Lesches                                 | |                                                                                        | 48° 54′ 25″ N, 2° 46′ 45″ E |              |
|                                                                       | Château de Livry-sur-Seine                      | Livry-sur-Seine                         | |                                                                                        | 48° 30′ 27″ N, 2° 40′ 44″ E |              |
| Palais                                                                | Château de la Loge des Prés                     | Les Écrennes                            | | abandonné                                                                              | 48° 29′ 23″ N, 2° 51′ 44″ E |              |
|                                                                       | Château de Louche                               | Annet-sur-Marne                         | |                                                                                        | 48° 55′ 28″ N, 2° 43′ 12″ E |              |
|                                                                       | Château de Lugny                                | Moissy-Cramayel                         | |                                                                                        |                             |              |
|                                                                       | Château de Lumigny                              | Lumigny-Nesles-Ormeaux                  | |                                                                                        | 48° 43′ 46″ N, 2° 57′ 10″ E |              |
| Néo-classique                                                         | Château du Lys                                  | Dammarie-les-Lys                        | | XIXe siècle                                                                            | 48° 31′ 01″ N, 2° 37′ 40″ E |              |
|                                                                       | Château de la Madeleine (Château de l'Ermitage) | Samois-sur-Seine                        | |                                                                                        | 48° 26′ 01″ N, 2° 44′ 32″ E |              |
|                                                                       | Château de Malnoue                              | Émerainville                            | |                                                                                        | 48° 49′ 34″ N, 2° 36′ 03″ E |              |
|                                                                       | Château de Malvoisine                           | Touquin                                 | |                                                                                        | 48° 44′ 13″ N, 3° 00′ 40″ E |              |
|                                                                       | Château de la Marguette                         | Juilly                                  | |                                                                                        | 49° 00′ 51″ N, 2° 42′ 40″ E |              |
|                                                                       | Château de la Marsaudière                       | Ozoir-la-Ferrière                       | |                                                                                        |                             |              |
|                                                                       | Château du Martroy                              | Chauconin-Neufmontiers                  | |                                                                                        | 48° 57′ 51″ N, 2° 50′ 48″ E |              |
|                                                                       | Château de Massoury                             | Fontaine-le-Port                        | |                                                                                        | 48° 29′ 20″ N, 2° 45′ 06″ E |              |
|                                                                       | Château de Mauperthuis                          | Chartrettes                             | |                                                                                        | 48° 29′ 15″ N, 2° 42′ 33″ E |              |
|                                                                       | Château de Maurevert                            | Chaumes-en-Brie                         | |                                                                                        | 48° 39′ 28″ N, 2° 49′ 25″ E |              |
|                                                                       | Château du Ménillet                             | Les Chapelles-Bourbon                   | |                                                                                        | 48° 45′ 14″ N, 2° 49′ 54″ E |              |
|                                                                       | Château de Misy                                 | Misy-sur-Yonne                          | |                                                                                        | 48° 21′ 45″ N, 3° 05′ 24″ E |              |
|                                                                       | Château du Monceau                              | Liverdy-en-Brie                         | |                                                                                        | 48° 42′ 19″ N, 2° 46′ 08″ E |              |
|                                                                       | Château de Monglas                              | Cerneux                                 | |                                                                                        | 48° 41′ 40″ N, 3° 19′ 47″ E |              |
|                                                                       | Château de Montaiguillon                        | Louan-Villegruis-Fontaine               | |                                                                                        | 48° 37′ 55″ N, 3° 29′ 59″ E |              |
|                                                                       | Château de Montanglaust                         | Coulommiers                             | |                                                                                        | 48° 49′ 39″ N, 3° 04′ 30″ E |              |
|                                                                       | Château de Montapot                             | Courcelles-en-Bassée                    | |                                                                                        | 48° 24′ 22″ N, 3° 02′ 05″ E |              |
| Renaissance                                                           | Château de Montceaux                            | Montceaux-lès-Meaux                     | | ou château des Reines                                                                  | 48° 56′ 41″ N, 2° 59′ 09″ E |              |
|                                                                       | Château de Montcourt-Fromonville                | Montcourt-Fromonville                   | |                                                                                        | 48° 18′ 00″ N, 2° 41′ 51″ E |              |
|                                                                       | Château de Montebise                            | Pierre-Levée                            | |                                                                                        | 48° 54′ 35″ N, 3° 03′ 24″ E |              |
|                                                                       | Château de Montereau-Fault-Yonne                | Montereau-Fault-Yonne                   | |                                                                                        | 48° 23′ 17″ N, 2° 57′ 37″ E |              |
| Renaissance                                                           | Château de Montgermont                          | Pringy                                  | |                                                                                        | 48° 30′ 51″ N, 2° 32′ 43″ E |              |
|                                                                       | Château de Monthyon                             | Monthyon                                | |                                                                                        | 49° 00′ 25″ N, 2° 49′ 29″ E |              |
|                                                                       | Château de Montjay                              | Bombon                                  | | usage actuel EHPAD                                                                     | 48° 33′ 35″ N, 2° 50′ 37″ E |              |
|                                                                       | Château de Montmélian                           | Samoreau                                | |                                                                                        | 48° 24′ 51″ N, 2° 45′ 54″ E |              |
|                                                                       | Château de Montramé                             | Soisy-Bouy                              | |                                                                                        | 48° 30′ 44″ N, 3° 17′ 19″ E |              |
|                                                                       | Château de Montry                               | Montry                                  | |                                                                                        | 48° 53′ 10″ N, 2° 49′ 08″ E |              |
|                                                                       | Château de Moret                                | Moret-sur-Loing                         | |                                                                                        | 48° 22′ 15″ N, 2° 49′ 08″ E |              |
|                                                                       | Château de Morfondé                             | Villeparisis                            | |                                                                                        | 48° 56′ 52″ N, 2° 38′ 13″ E |              |
|                                                                       | Château de la Motte                             | Lorrez-le-Bocage-Préaux                 | |                                                                                        | 48° 14′ 05″ N, 2° 53′ 58″ E |              |
|                                                                       | Château de la Motte                             | Saint-Méry                              | |                                                                                        | 48° 34′ 42″ N, 2° 49′ 39″ E |              |
|                                                                       | Château de la Motte                             | Thoury-Férottes                         | |                                                                                        | 48° 17′ 59″ N, 2° 56′ 31″ E |              |
|                                                                       | Château de Motteux                              | Marolles-sur-Seine                      | |                                                                                        | 48° 22′ 59″ N, 2° 59′ 39″ E |              |
|                                                                       | Château de Moussy-le-Vieux                      | Moussy-le-Vieux                         | |                                                                                        | 49° 02′ 50″ N, 2° 37′ 19″ E |              |
|                                                                       | Château des Moyeux                              | La Chapelle-Rablais                     | |                                                                                        | 48° 30′ 24″ N, 2° 57′ 46″ E |              |
|                                                                       | Château de Mun                                  | Dammarie-les-Lys                        | |                                                                                        | 48° 30′ 57″ N, 2° 38′ 34″ E |              |
|                                                                       | Château de Nandy                                | Nandy                                   | |                                                                                        | 48° 34′ 51″ N, 2° 34′ 01″ E |              |
|                                                                       | Château de la Nacelle                           | Crouy-sur-Ourcq                         | |                                                                                        | 49° 05′ 44″ N, 3° 06′ 14″ E |              |
| Château fort                                                          | Château de Nangis                               | Nangis                                  | |                                                                                        | 48° 33′ 15″ N, 3° 00′ 48″ E |              |
|                                                                       | Château de Nanteau-sur-Lunain                   | Nanteau-sur-Lunain                      | |                                                                                        | 48° 15′ 35″ N, 2° 48′ 12″ E |              |
|                                                                       | Château de Nantouillet                          | Nantouillet                             | |                                                                                        | 49° 00′ 08″ N, 2° 42′ 15″ E |              |
| Château fort                                                          | Château de Nemours                              | Nemours                                 | | visitable                                                                              | 48° 15′ 56″ N, 2° 41′ 49″ E |              |
|                                                                       | Château de Noisiel                              | Noisiel                                 | | détruit                                                                                |                             |              |
|                                                                       | Château de Nolongues                            | Jouarre                                 | |                                                                                        |                             |              |
|                                                                       | Château de Nonville                             | Nonville                                | |                                                                                        | 48° 17′ 02″ N, 2° 47′ 41″ E |              |
|                                                                       | Château de Noyen-sur-Seine                      | Noyen-sur-Seine                         | |                                                                                        | 48° 27′ 15″ N, 3° 21′ 11″ E |              |
|                                                                       | Château de Paley                                | Paley                                   | |                                                                                        | 48° 14′ 29″ N, 2° 51′ 44″ E |              |
|                                                                       | Château Perreuse                                | Jouarre                                 | |                                                                                        | 48° 55′ 05″ N, 3° 05′ 27″ E |              |
|                                                                       | Château de Pleignes                             | Montcourt-Fromonville                   | |                                                                                        | 48° 18′ 17″ N, 2° 43′ 38″ E |              |
|                                                                       | Château du Plessis                              | Forges                                  | |                                                                                        | 48° 25′ 11″ N, 2° 56′ 52″ E |              |
|                                                                       | Château de la Plumasserie                       | Fontenay-Trésigny                       | |                                                                                        | 48° 41′ 02″ N, 2° 52′ 32″ E |              |
|                                                                       | Château du Poitou                               | Villevaudé                              | |                                                                                        | 48° 55′ 02″ N, 2° 38′ 57″ E |              |
|                                                                       | Château de Pomponne                             | Pomponne                                | |                                                                                        | 48° 52′ 55″ N, 2° 40′ 55″ E |              |
| Renaissance                                                           | Château de Poncher                              | Lésigny                                 | |                                                                                        | 48° 44′ 32″ N, 2° 36′ 54″ E |              |
|                                                                       | Château de Pouilly-le-Fort                      | Pouilly-le-Fort                         | |                                                                                        | 48° 35′ 02″ N, 2° 37′ 44″ E |              |
|                                                                       | Château du Pré                                  | Chartrettes                             | | propriété du mouvement bouddhiste Sōka Gakkai, parc de 33 hectares                     | 48° 29′ 30″ N, 2° 42′ 19″ E |              |
|                                                                       | Château de Quincy-Voisins                       | Quincy-Voisins                          | |                                                                                        | 48° 53′ 52″ N, 2° 52′ 16″ E |              |
| Château fort                                                          | Château de la Reine Blanche                     | Provins                                 | | visitable                                                                              | 48° 33′ 41″ N, 3° 17′ 24″ E |              |
|                                                                       | Château de la Rénommière                        | Noisy-sur-École                         | |                                                                                        | 48° 22′ 47″ N, 2° 28′ 38″ E |              |
| Renaissance · Néo-classique                                           | Château de Rentilly                             | Bussy-Saint-Martin                      | Notice no IA77000158 | XVIe siècle, XXe siècle                                                                | 48° 50′ 49″ N, 2° 40′ 17″ E |              |
|                                                                       | Château de la Rivière                           | Thomery                                 | |                                                                                        | 48° 24′ 38″ N, 2° 45′ 55″ E |              |
|                                                                       | Château de La Rochette                          | La Rochette                             | |                                                                                        | 48° 30′ 44″ N, 2° 40′ 04″ E |              |
|                                                                       | Château de Romaine                              | Ozoir-la-Ferrière                       | |                                                                                        |                             |              |
| Renaissance                                                           | Château de Rouillon                             | Chartrettes                             | |                                                                                        | 48° 29′ 11″ N, 2° 42′ 55″ E |              |
|                                                                       | Château du Ru                                   | Aulnoy                                  | |                                                                                        | 48° 50′ 21″ N, 3° 05′ 33″ E |              |
|                                                                       | Château de Rubelles                             | Rubelles                                | |                                                                                        | 48° 33′ 58″ N, 2° 40′ 47″ E |              |
|                                                                       | Château Saint-Ange                              | Dammarie-les-Lys                        | |                                                                                        | 48° 31′ 16″ N, 2° 37′ 41″ E |              |
|                                                                       | Château de Saint-Ange de Villecerf              | Villecerf                               | |                                                                                        | 48° 19′ 18″ N, 2° 51′ 53″ E |              |
|                                                                       | Château de Saint-Denis-du-Port                  | Lagny-sur-Marne                         | |                                                                                        | 48° 52′ 45″ N, 2° 42′ 48″ E |              |
|                                                                       | Château de Saint-Leu                            | Cesson                                  | |                                                                                        | 48° 33′ 28″ N, 2° 35′ 03″ E |              |
| Renaissance                                                           | Château de Sainte-Assise                        | Seine-Port                              | |                                                                                        | 48° 32′ 21″ N, 2° 33′ 07″ E |              |
|                                                                       | Château de Sannois                              | Annet-sur-Marne                         | |                                                                                        | 48° 55′ 44″ N, 2° 43′ 07″ E |              |
|                                                                       | Château du Saulsoy                              | Chamigny                                | |                                                                                        | 48° 58′ 55″ N, 3° 09′ 48″ E |              |
| Château fort · Ruine ou disparu                                       | Château de Séricourt                            | Bussières                               | Notice no IA77000161 | XIIIe siècle                                                                           | 48° 55′ 18″ N, 3° 14′ 38″ E |              |
|                                                                       | Château de Sermaise                             | Bois-le-Roi                             | |                                                                                        | 48° 28′ 52″ N, 2° 42′ 34″ E |              |
|                                                                       | Château de Servon                               | Servon                                  | |                                                                                        | 48° 43′ 01″ N, 2° 35′ 07″ E |              |
|                                                                       | Château de Sigy                                 | Sigy                                    | |                                                                                        | 48° 28′ 51″ N, 3° 10′ 25″ E |              |
|                                                                       | Château de Sorques                              | Montigny-sur-Loing                      | |                                                                                        | 48° 20′ 17″ N, 2° 45′ 49″ E |              |
| Néo-classique                                                         | Château de Soubiran                             | Dammarie-les-Lys                        | | XIXe siècle                                                                            | 48° 30′ 47″ N, 2° 37′ 59″ E |              |
|                                                                       | Château de Suisnes                              | Grisy-Suisnes                           | |                                                                                        | 48° 40′ 07″ N, 2° 39′ 50″ E |              |
|                                                                       | Château de Tavers                               | La Grande-Paroisse                      | |                                                                                        | 48° 22′ 36″ N, 2° 53′ 05″ E |              |
|                                                                       | Château des Terrasses                           | Chartrettes                             | |                                                                                        | 48° 29′ 30″ N, 2° 41′ 45″ E |              |
| Classicisme, classique                                                | Château de la Tour                              | La Genevraye                            | |                                                                                        | 48° 19′ 22″ N, 2° 44′ 29″ E |              |
|                                                                       | Château de Trilbardou                           | Trilbardou                              | | centre de vacances, propriété de la municipalité de La Courneuve                       | 48° 56′ 41″ N, 2° 48′ 12″ E |              |
|                                                                       | Château de la Trousse                           | Ocquerre                                | | propriété privée (copropriété)                                                         | 49° 01′ 09″ N, 3° 04′ 11″ E |              |
|                                                                       | Château de Vaucourtois                          | Vaucourtois                             | |                                                                                        | 48° 53′ 50″ N, 2° 57′ 13″ E |              |
|                                                                       | Château de Vaux-le-Pénil                        | Vaux-le-Pénil                           | | visitable                                                                              | 48° 31′ 56″ N, 2° 40′ 11″ E |              |
| Renaissance                                                           | Château de Vaux-le-Vicomte                      | Maincy                                  | | visitable                                                                              | 48° 33′ 57″ N, 2° 42′ 51″ E |              |
|                                                                       | Château de Venteuil                             | Jouarre                                 | |                                                                                        | 48° 56′ 04″ N, 3° 07′ 10″ E |              |
|                                                                       | Château de Vernouillet                          | Verneuil-l'Étang                        | |                                                                                        | 48° 38′ 02″ N, 2° 49′ 17″ E |              |
|                                                                       | Château de Villeceaux                           | Jaulnes                                 | |                                                                                        | 48° 24′ 15″ N, 3° 15′ 46″ E |              |
|                                                                       | Château de Villemain                            | Grisy-Suisnes                           | |                                                                                        | 48° 41′ 20″ N, 2° 39′ 19″ E |              |
|                                                                       | Château de Villemareuil                         | Villemareuil                            | |                                                                                        | 48° 55′ 16″ N, 2° 58′ 22″ E |              |
|                                                                       | Château de Villemenon                           | Servon                                  | |                                                                                        | 48° 43′ 13″ N, 2° 35′ 29″ E |              |
|                                                                       | Château de Villeniard                           | Vaux-sur-Lunain                         | |                                                                                        | 48° 12′ 32″ N, 2° 58′ 19″ E |              |
|                                                                       | Château de Villiers-Chapuis                     | Pamfou                                  | |                                                                                        | 48° 27′ 26″ N, 2° 51′ 44″ E |              |
|                                                                       | Château de Villiers-les-Maillets                | Saint-Barthélemy                        | |                                                                                        | 48° 49′ 50″ N, 3° 22′ 52″ E |              |
| Ruine ou disparu                                                      | Château royal du Vivier                         | Fontenay-Trésigny                       | |                                                                                        | 48° 41′ 10″ N, 2° 50′ 56″ E |              |
|                                                                       | Château des Vives Eaux                          | Dammarie-les-Lys                        | |                                                                                        | 48° 30′ 47″ N, 2° 36′ 16″ E |              |
| Renaissance                                                           | Château de Voisenon                             | Voisenon                                | |                                                                                        | 48° 34′ 04″ N, 2° 39′ 41″ E |              |